# Seed
Seed là tập đầu tiên của mùa thứ ba trong loại phim "The Walking Dead"

## Nội dung phim
Đã được vài tháng sau khi sự kiện ở mùa hai diễn ra. Lần này, Rick và nhóm của mình tìm thấy mộ nhà tù bị bỏ hoang. Mọi người nghĩ rằng đây sẽ là một nơi trú ẩn lâu dài nên sau khi giết hết bọn thây ma thì họ trú tạm ở khu C. Do thức ăn không còn nhiều nên họ đã đi sâu vào trong nhà tù để tìm kiếm thức ăn nhưng việc kiếm thức ăn bị ngưng lại do họ bị một đám xác sống tấn công. Hershel thì bị xác sống cắn vào chân nên Rick đành phải chặt bỏ cái chân trước khi ông ấy biến đổi, sau đó thì họ gặp một nhóm tù nhân còn sống ở trong phòng ăn.